# Joseph Delboeuf
Joseph Rémi Léopold Delboeuf (ur. 30 września 1831 w Liège, zm. 13 sierpnia 1896 w Bonn) – belgijski psycholog i hipnoterapeuta, profesor filozofii na Uniwersytecie w Gandawie od 1863 do 1866 r., następnie wykładowca łaciny, greki i psychologii na Uniwersytecie w Liège. Wywarł wpływ na wczesne (sprzed 1900 r.) prace Sigmunda Freuda.